# Якобовський Роберт
Ро́берт Робертович Якобо́вський (1861 — 1911) — український громадський діяч і письменник. Член київської «Просвіти», Ради старшин Українського клубу в Києві, співредактор «Ради» і «Світла».